# Schlacht von Awazu
Die Schlacht von Awazu (jap. 粟津の戦い, Awazu no tatakai) am 21. Februar 1184 war eine bedeutende Schlacht in der japanischen Geschichte. Im Auftrag von Minamoto no Yoritomo kämpften Minamoto no Yoshitsune und Minamoto no Noriyori gegen Minamoto no Yoshinaka. Durch den Sieg über seinen Cousin Yoshinaka sicherte sich Minamoto no Yoritomo eine führende Rolle in Japan und beendete den innerfamiliären Machtkampf der Minamoto-Familie.

## Vorgeschichte
Nach seinem Sieg in der Schlacht von Kurikara herrschte Minamoto no Yoshinaka so brutal, dass sich sein eigener Clan gegen ihn auflehnte. Nachdem die Feindseligkeiten ausgebrochen waren, wurde er von seinen Cousins Minamoto no Yoshitsune und Noriyori aus Kyoto vertrieben. Nach einer ersten Niederlage im zweiten Gefecht am Uji stand Yoshinaka seinen Feinden bei Awazu (heute: Ōtsu) gegenüber.

## Schlacht
Yoshinakas Truppen kämpften tapfer und konnten ihre Positionen trotz der zahlenmäßigen Überlegenheit ihrer Feinde lange Zeit halten. Doch nach schwerem Kampf begannen sich ihre Reihen aufzulösen und Yoshitsune und Noriyori konnten den Sieg erringen. Beide Kommandanten der Gegenseite fielen: Yoshinaka wurde durch einen Pfeilschuss getötet, nachdem sein Pferd in einem Reisfeld einsank. Imai Kanehira stürzte sich, von Feinden umzingelt, mit einem Schwert im Munde von seinem Pferd.